# Anisozyga isogamia
Anisozyga isogamia är en fjärilsart som beskrevs av Louis Beethoven Prout 1913. Anisozyga isogamia ingår i släktet Anisozyga och familjen mätare. Inga underarter finns listade i Catalogue of Life.